# Шубин, Александр Николаевич
Шубин Александр Николаевич (7 июня 1985 г., г. Ульяновск) — мастер спорта России по Асихара-карате, Чемпион России по Асихара-карате 2006 г, серебряный призёр Чемпионата России по Асихара-карате 2003 г., серебряный призёр Чемпионата России по карате кёкусинкай 2002 года, победитель Чемпионата Приволжского Федерального округа по Кудо 2009 года. Тренер-преподаватель Кудо в ДООЦ «Орион». Чёрный пояс II дан по Кудо.

## Биография
Родился 7 июня 1985 года в Ульяновске.
В 2002—2006 г.г. проходил обучение в УлГТУ по специальности финансы и кредит; в 2008—2010 г.г. — аспирант Ульяновский государственный аграрный университет имени П. А. Столыпина, кафедра «Управление сельским хозяйством»; в 2014 году окончил Ульяновский государственный педагогический университет имени И. Н. Ульянова, получив специальность учитель физической культуры.
В период с 2003 по 2007 года работал инструктором по единоборствам в спортивном клубе «Единство».
В 2007—2013г.г. — МБУ ДО ДООЦ «Орион», тренер-преподаватель.
С 2013 года по настоящее время работает тренером МБУ «Спортивная школа «Волга».
Депутат Ульяновской Городской Думы VI созыва. Состоит в партии Единая Россия.
Женат, воспитывает дочь.

## Награды
- благодарственные письма Гордумы Ульяновска и Заксобрания Ульяновской области «За вклад в развитие физкультуры и спорта»;
- лауреат премии «Российский союз боевых искусств» «Золотой пояс»[3].